# تينو ماتسوري

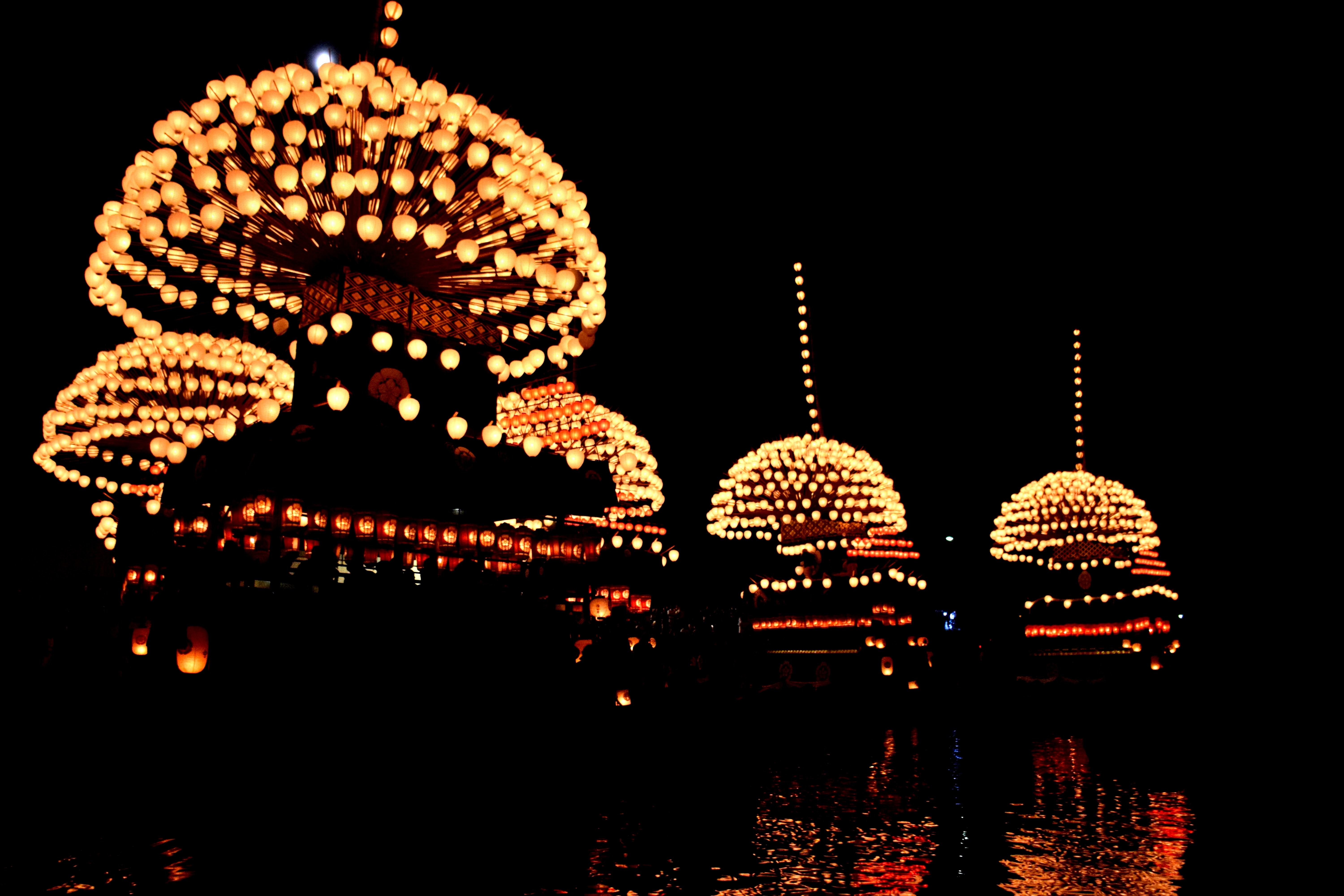
أواري تسوشيما تينوسي (عشية)

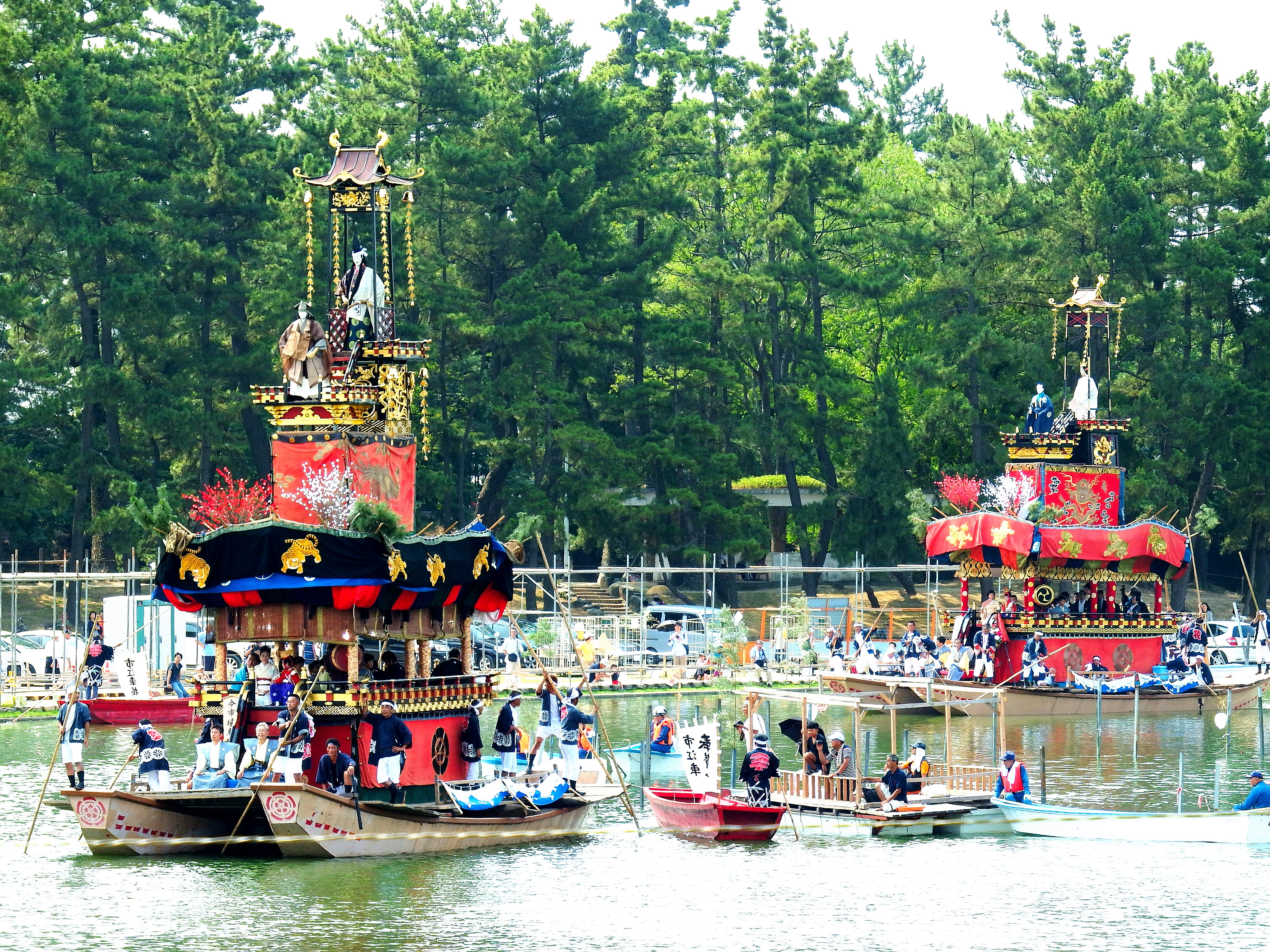
أواري تسوشيما تينوسي

تينو ماتسوري (天王祭り) (Tenno Matsuri) هو مهرجان يقام كل عام في شهر يوليو في مدينة تسوشيما، آيتشي في اليابان. يعد المهرجان المسائي الذي تطفو فيه عشرات القوارب هو الحدث الابرز الذي يستمر يومين هو، حيث يكون كل منها مزين بما يقرب من 400 فانوس ورقي، أسفل نهر تينو. يكرم المهرجان الإله جوزو تينو . يقام هذا المهرجان أيضًا في طوكيو . 

## انظر ايضا
- أوكو نوتو نو إينوكوتو
- أكيو نو تاو أودوري

## روابط خارجية
1. 1 2  وصلة مرجع: https://www.nippon.com/en/features/h00157/. الوصول: 19 فبراير 2023.
2. ↑  مذكور في: القائمة التمثيلية للتراث الثقافي غير المادي للبشرية. معرف اليونسكو للتراث غير المادي: RL/01059. لغة العمل أو لغة الاسم: الإنجليزية.
3. ↑  وصلة مرجع: https://kunishitei.bunka.go.jp/heritage/detail/302/86.
4. ↑  Shinagawa-ku 1 نسخة محفوظة 2009-02-28 على موقع واي باك مشين.

- جيون/تسوشيما شينكو في موسوعة الشنتو
- الموقع الرسمي (باللغة اليابانية)